# Tantallon Castle

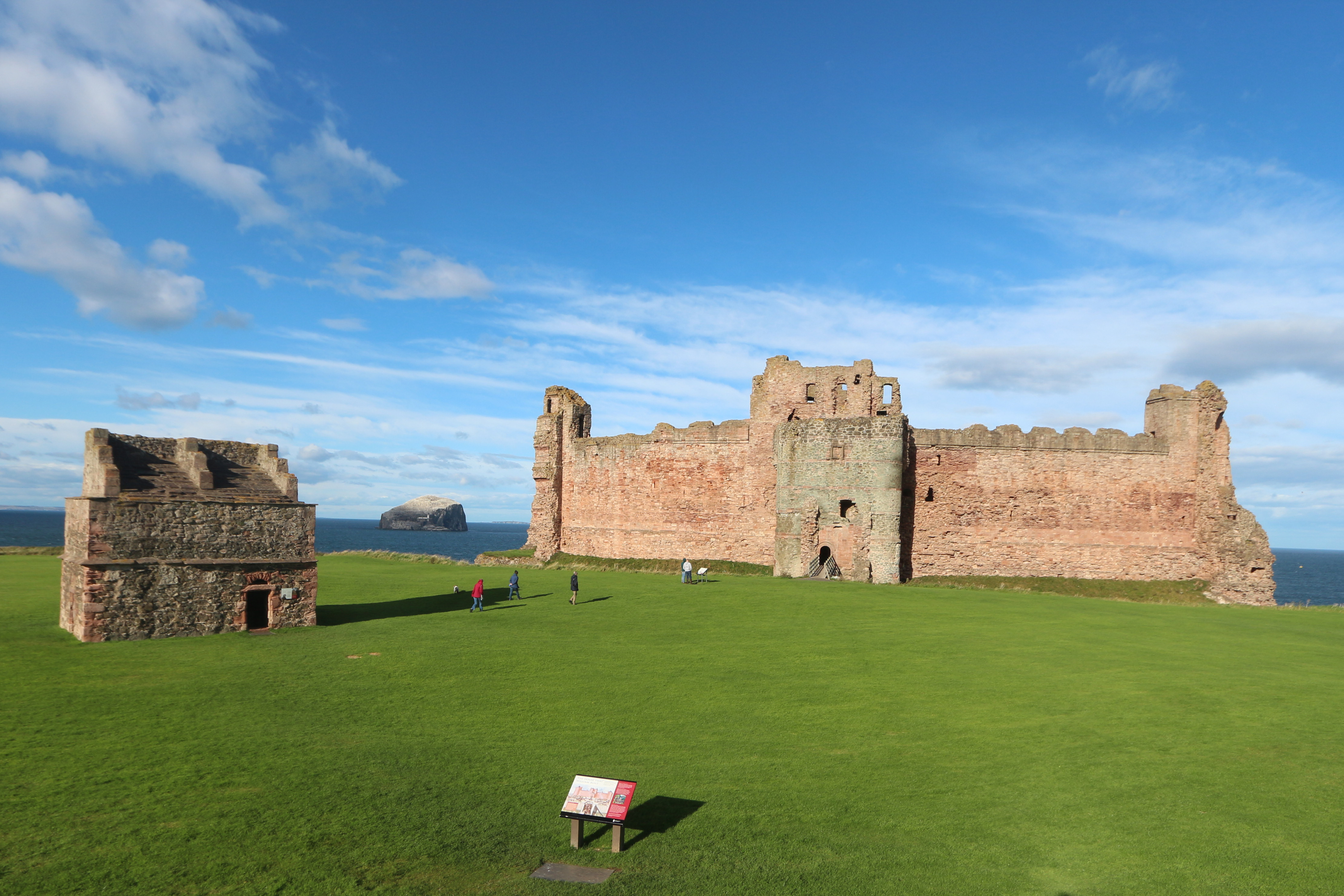
Castle mit Taubenhaus (links) und Bass Rock im Hintergrund

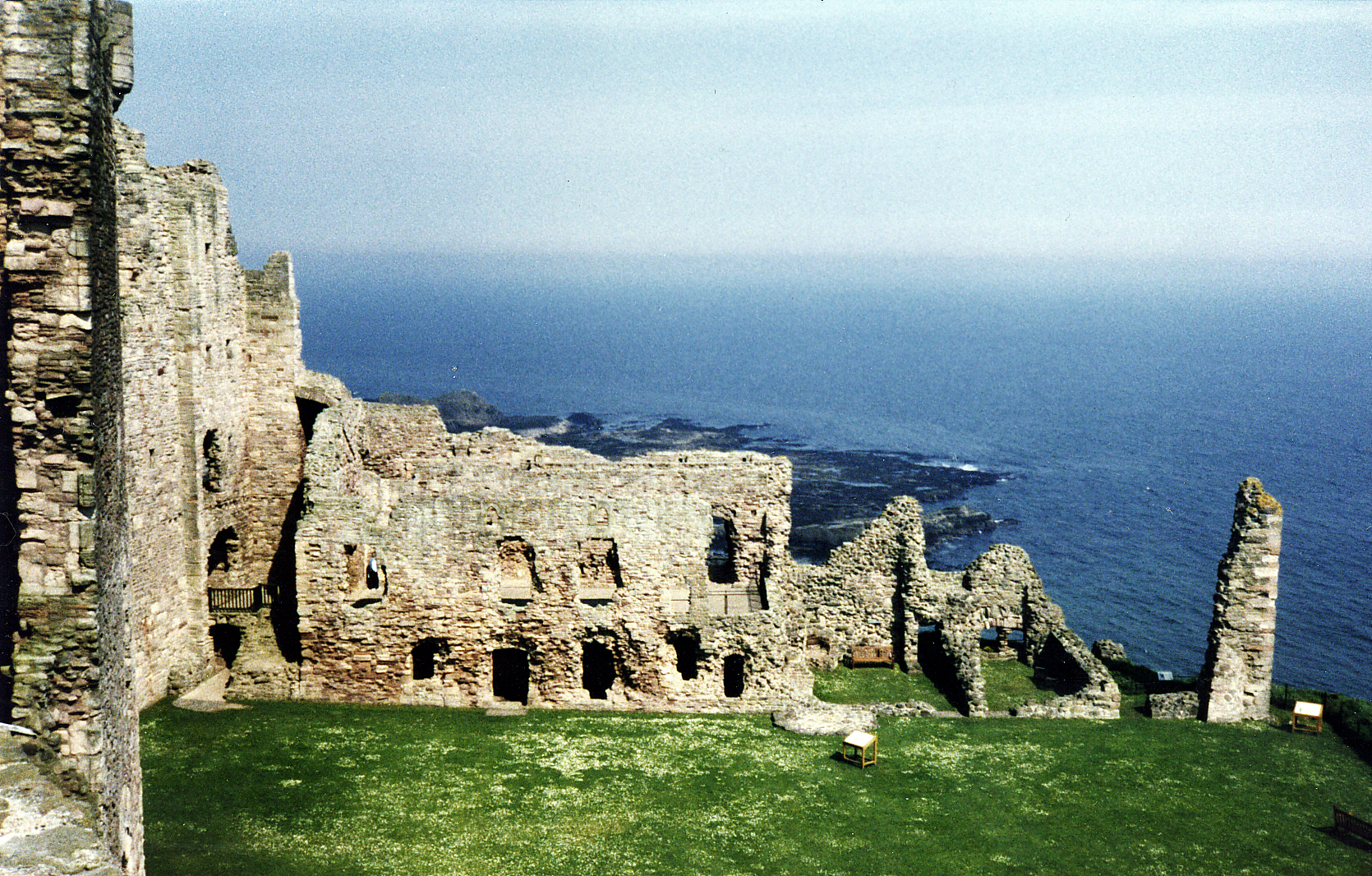
Reste der Burganlage

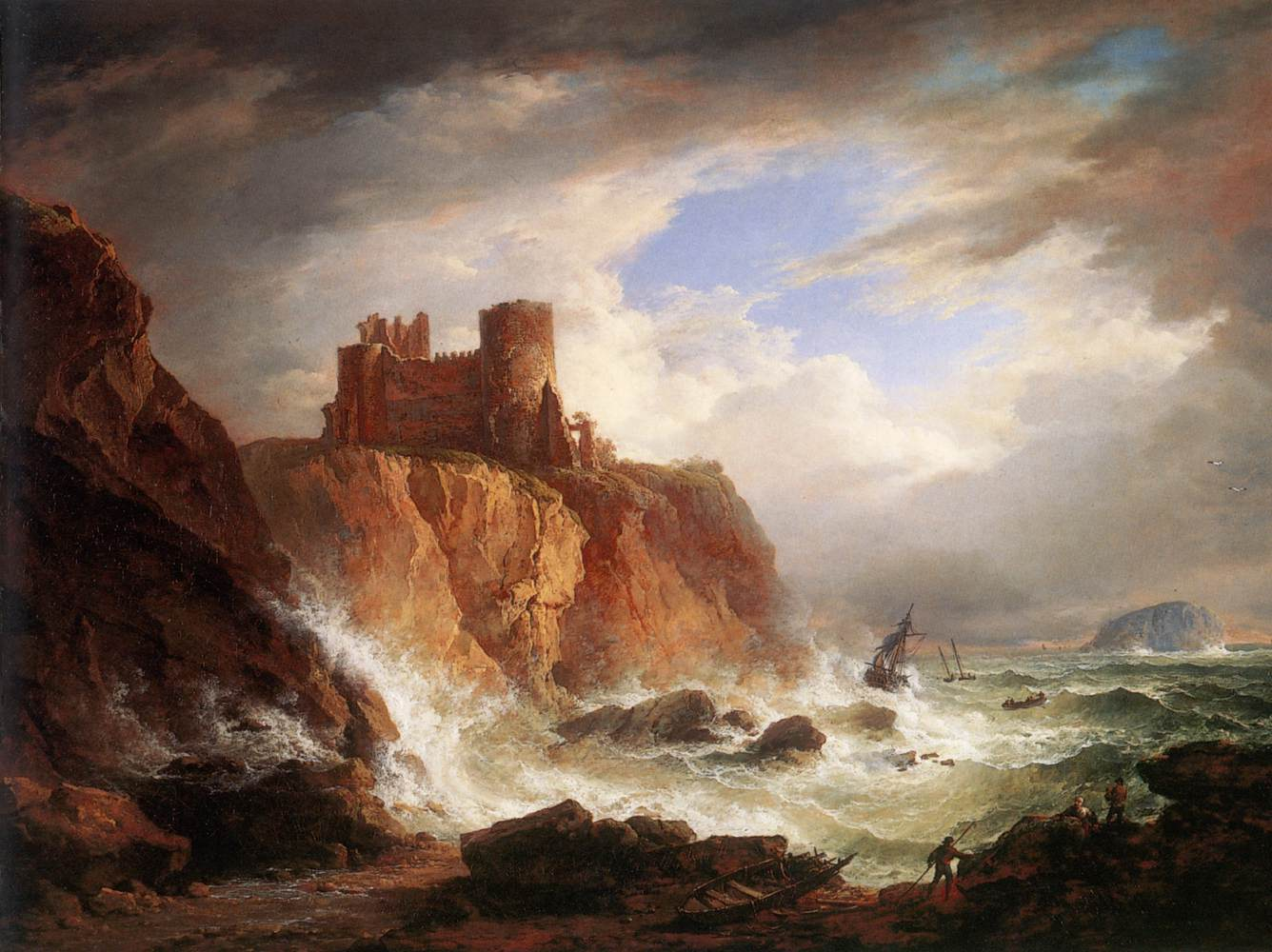
Tantallon Castle with the Bass Rock (um 1816), von Alexander Nasmyth.

Tantallon Castle ist eine Burgruine in Schottland. Sie liegt auf einem hohen Kliff etwa fünf Kilometer östlich von North Berwick gegenüber dem Bass Rock an der Südküste des Firth of Forth. 2019 wurde Tantallon Castle von rund 46.000 Personen besucht. 2024 betrug die Besucherzahl etwa 46.000 Personen.

## Geschichte
Die Geschichte der Burg geht zurück bis in das Jahr 1358. Zwölf Jahre zuvor war William Douglas aus Frankreich nach Schottland zurückgekehrt und beanspruchte sein Erbe. Indem er seinen Patenonkel ermordete, wurde er zum unbestrittenen Oberhaupt des Hauses Douglas auf Douglas Castle und machte sich 1358 zum ersten Earl of Douglas. Der Bau der Burg resultiert vermutlich aus seinem neu erlangten Reichtum und Status. William starb 1384 und auch sein Erbe James starb bereits 1388 in der Schlacht von Otterburn. In der Folge teilte sich das Haus der Douglas in die „rote“ und die „schwarze“ Linie. Die Burg gehörte fortan den letzteren, den Earls of Angus.
Im Jahr 1491 wurde Tantallon von den Truppen Jakobs IV. belagert, als Vergeltungsmaßnahme für einen Verrat. Die erfolglose Belagerung hinterließ nur wenig Schaden an der Burg. Die Witwe des Königs, Margaret Tudor, eine Schwester Heinrichs VIII. von England, heiratete 1509 den Burgherrn Archibald Douglas, 6. Earl of Angus. Bald kam es zu Turbulenzen zwischen den Eheleuten und zu Kämpfen um die Vormundschaft für den unmündigen Jakob V. Von 1525 bis 1528 führte der Earl die Regentschaft und hielt den jungen König gefangen, um seine eigene Macht zu sichern. Nach seinem Sturz floh er auf die Burg, wo ihn Jakob V. belagerte. Dann ging er von 1529 bis 1542 ins Exil nach England, kehrte aber nach dem Tod des Königs zurück nach Schottland und vertrat dort zunächst die Interessen seines Schwagers Heinrichs VIII., wandte sich aber ab 1544 gegen die englischen Invasionsversuche. 1557 starb er auf der Burg, woraufhin sie von Königin Marie de Guise beschlagnahmt wurde. Angus’ Neffe James Douglas, 4. Earl of Morton, gewann die Burg kurzzeitig zurück; er war verwickelt in die Wirren um die tragische Königin Maria Stuart.
Die erneuerten Festungsanlagen wurden erst 1650 im Zuge des Englischen Bürgerkriegs schwer beschädigt, als die Truppen von Oliver Cromwell unter George Monck die Festung angriffen. Tantallon wurde nach der erfolgreichen Belagerung als Ruine zurückgelassen. 1699 verkaufte James Douglas, 2. Marquess of Douglas wegen Überschuldung die inzwischen zur Ruine gewordene Burg und ihre Ländereien. 1924 gelangte sie in den Besitz des Staates und wird heute von Historic Scotland verwaltet. Die Familie Douglas, Herzöge von Hamilton, bewohnt heute das etliche Meilen südlich der Burg gelegene Lennoxlove House.

## Die Burg heute

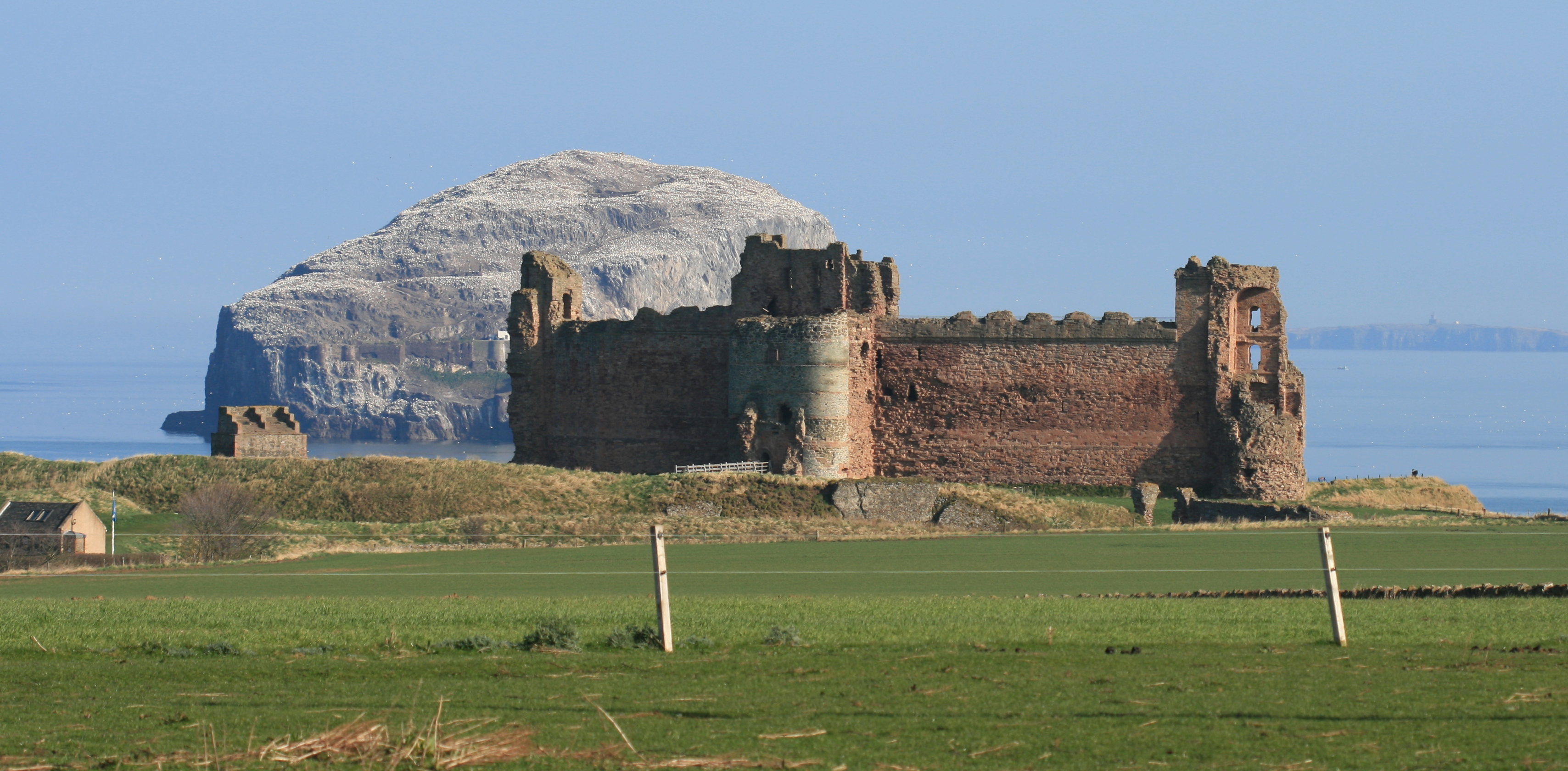
Tantallon Castle vor Bass Rock

Trotz der Zerstörungen vermittelt Tantallon auch heute noch einen Eindruck der einstigen Wirkung. Durch die Lage auf der Klippe ist die Burg von drei Seiten natürlich geschützt. Auf der vierten Seite verläuft vor der 15 Meter hohen und 3,5 Meter dicken Ringmauer noch ein Graben. Von den Türmen sind nach den verheerenden Artillerieangriffen nur noch Reste vorhanden. Der am besten erhaltene Turm ist der Mittelturm, der das Torhaus enthält. Er galt früher als Schwachstelle der Burg und wurde im Rahmen der Modernisierungsmaßnahmen, die Jakob V. 1528 eingeleitet hatte, verstärkt.